# Молдавский научно-исследовательский институт орошаемого земледелия и овощеводства
Молдавский научно-исследовательский институт орошаемого земледелия и овощеводства — НИИ в Молдавской ССР, проводивший исследования по селекции и интродукции овощных культур на территории республики. Существовал с 1956 по 1987 год, когда был разделён на два отдельных научных иститута. Располагался в Тирасполе.

## История

### Основание института
Постановлением Центрального комитета Коммунистической партии Молдавии и Совета Министров МССР № 269 от 12 июня 1956 года был образован Молдавский научно-исследовательский институт орошаемого земледелия и овощеводства (МолдНИИОЗиО) на базе опытной станции, созданной в 1930 году.
17 декабря 1973 года Постановлением № 401 ЦК КП Молдавии и Совета Министров Молдавской ССР создано научно-производственное объединение по овощеводству и орошаемому земледелию «Днестр». МолдНИИОЗиО вошёл в его состав в качестве Головной структурной единицы.
В 1987 году на основании Постановления Госагропрома Молдавской ССР № 37 от 13 июля МолдНИИОЗиО был разделён на два самостоятельные научно-производственные учреждения: Молдавский научно-исследовательский институт овощеводства (МолдНИИО) и Молдавский научно-исследовательский институт орошаемого земледелия и программирования урожаев (МНИИОЗиПУ).
Постановлением Правительства Молдавской ССР № 262 от 20 августа 1990 года научно-производственное объединение «Днестр» упразднено и на базе МолдНИИО, опытного хозяйства, ОКБ с ЭП образован научно-исследовательский селекционно-технологический институт овощеводства (НИСТИО).
Постановлением Правительства Приднестровской Молдавской Республики № 3 от 15 марта 1993 года НИСТИО и НИИОЗиПУ упразднены и на их базе создан Приднестровский научно-исследовательский институт сельского хозяйства (ПНИИСХ).

### Руководители института
- 1956—1967: Дворников Прокофий Игнатьевич (1905-1967) — кандидат сельскохозяйственных наук, член-корреспондент ВАСХНИЛ СССР[2].
- 1967—1976: Жученко Александр Александрович (1935-2013) — доктор биологических наук, член-корреспондент АН СССР[3][4].

### Ученые работавшие в институте
- 1956—1967: Дворников Прокофий Игнатьевич (1905-1967) — кандидат сельскохозяйственных наук; руководитель - директор МНИИОЗиО.
- 1970—1991: Выродов Дмитрий Андреевич (1940-2013) — кандидат биологических наук; старший научный сотрудник лаборатории электронной микроскопии, приборов и изотопов МНИИОЗиО.
- 1980—1981: Балашова Ирина Тимофеевна — доктор биологических наук; заведующая лаборатории частной генетики МНИИОЗиО[5].
- 1976—1995: Гаврильченко Владимир Зиновьевич (1950-2013) — доктор физико-математических наук РАН; заведующий лабораторией МНИИОЗиО [6].
- 1961: Бабушкин Леонид Николаевич

## Основные направления деятельности
Сотрудники Молдавской НИИ орошаемого земледелия и овощеводства разворачивали исследования по селекции и интродукции овощных культур (П. И. Дворников, Н. Н. Загинайло и др.). Некоторые из сортов овощей, выведенные в Молдавии, культивировались и в зарубежных странах. Выполнялись исследования по физиологии и биохимии растений, в том числе по биологическим методам их защиты от вредителей и болезней. Открыто явление поглощения паров воды клетками растений из внутренних межклеточных пространств в зависимости от степени концентрации СО2 (Л. Н. Бабушкин).

## Примечание
1. ↑  Постановление Правительства ССР Молдова № 282 от  20.08.1990 «О некоторых мерах по совершенствованию структуры  управления агропромышленным комплексом ССР Молдова». Дата обращения: 25 августа 2018. Архивировано 26 августа 2018 года.
2. ↑  Герой Социалистического Труда Дворников Прокофий Игнатьевич : Герои страны. Дата обращения: 26 августа 2018. Архивировано 23 июня 2018 года.
3. ↑  Жученко Александр Александрович. Биографическая энциклопедия РАСХН, ВАСХНИЛ, РАН. Дата обращения: 25 августа 2018. Архивировано 9 октября 2018 года.
4. ↑  Ученый — организатор Архивная копия от 26 августа 2018 на Wayback Machine // Зудов И. А. Дерзновенная молодость — Москва: Молодая гвардия, 1978 - 256 с.
5. ↑  Цветочных культур и новых технологий | ФГБНУ "Федеральный научный центр овощеводства". Дата обращения: 25 августа 2018. Архивировано из оригинала 27 апреля 2020 года.
6. ↑  Смерть коммуниста | ПМРФ. Дата обращения: 25 августа 2018. Архивировано 26 августа 2018 года.
7. ↑  Иорданов И. Е. Молдавская Советская Социалистическая Республика Архивная копия от 27 августа 2017 на Wayback Machine // БСЭ
8. ↑  Бабушкин Л. Н. Электрополяризационный почвенный влагометр «Днестр-1». Тр. Молдавского НИИОЗ иОв, том 3. 1961 г. Бабушкин Л. Н. Влагометр «Днестр-1», — М.: Земледелие, №6, 1972 г. Бабушкин Л.Н. Авторское свидетельство №132422